# König-Wilhelm-Stollen (Egestorf)
Der König-Wilhelm-Stollen, auch Hauptstollen, Eisenbahn-Stollen oder  Eisenbahnerstollen genannt, ist ein ehemaliger Bergwerksstollen im Deister bei Egestorf in der Region Hannover. Heute ist der Stollen als Naturdenkmal und als Baudenkmal geschützt.

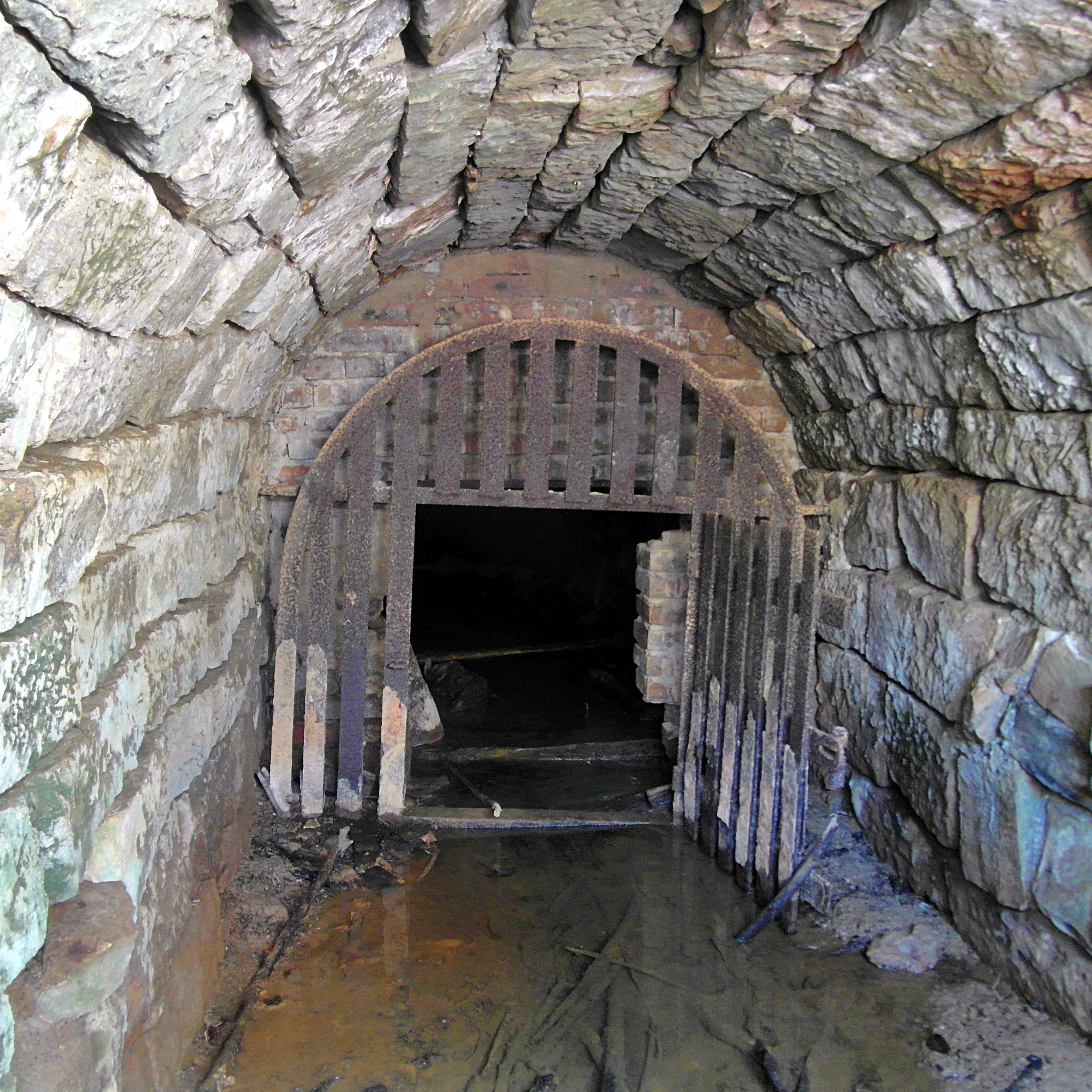
Im Eingang des neuen König-Wilhelm-Stollens

## Geschichte
Im Deister ist schon im Jahr 1639 der Betrieb eines Kohlebergwerks nachweisbar. Im 19. Jahrhundert kam es an vielen Stellen zur Anlage neuer Bergwerke zur Förderung der in bis zu 100 cm mächtigen Flözen anzutreffenden Wealdenkohle.
Bei ersten Schürfversuchen in den Jahren 1816 bis 1819 war im privaten Forstbezirk Kniggenbrink im Deister südlich von Egestorf lediglich ein 12 bis 15 cm mächtiges, hängendes Flöz angetroffen worden, weshalb es zu keiner Kohlenförderung kam.

### Kniggesche Stollen
Im Jahr 1844 ließ der Freiherr Knigge im höhergelegenen Teil des Kniggenbrinks ein Bergwerk errichten, um aus einem dort vorgefundenen 45 bis 55 cm mächtigen, liegenden Flöz Steinkohle zu gewinnen.▼ Um dem nach Nordnordosten fallendem Flöz zu folgen entstanden am Westrand des Forstreviers Kniggenbrink drei Stollen. Der Kniggesche Stollen Nr. IV lag dagegen am anderen Rand des Kniggenbrinks in der Nähe des staatlichen Sürsserbrinker König-Wilhelm-Stollens. Die Zahl der Beschäftigten stieg bis zum Jahr 1861 auf 155 Bergleute, die 24.938 t Kohle förderten.

### Eisenbahn-Stollen

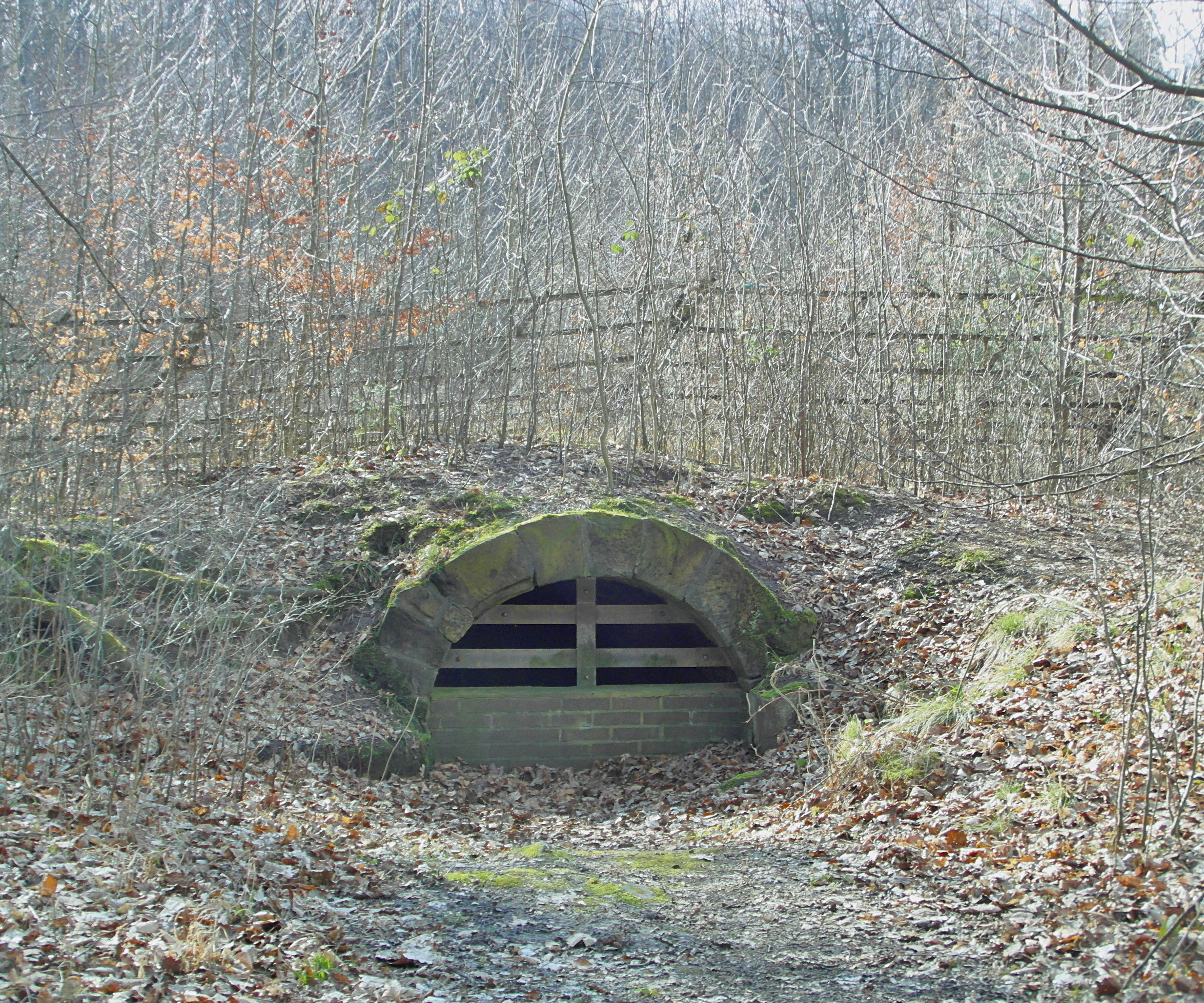
Mundloch des neuen König-Wilhelm-Stollens

In den Jahren 1860 und 1861 wurde etwa 1,2 km östlich des ersten Stollens ein ca. 70 Höhenmeter tiefer gelegener zusätzlicher Stollen des Kniggenbrinker Steinkohlenbergwerks aufgefahren, um an tiefer liegende Kohlenfelder zu gelangen. Der offiziell Hauptstollen genannte, bis zum Flöz 870 m lange Stollen ermöglichte als neuer Hauptförderstollen eine Steigerung der Produktion auf 33.481 t Kohle im Jahr 1868.
Bei den im Jahr 1860 laufenden Planungen einer Eisenbahnstrecke in der Gegend setzte sich der Industrielle Georg Egestorff für eine Streckenführung über den Georgsplatz ein. Das Zechengelände beim Hauptstollen hätte an der Strecke vom Georgsplatz nach Barsinghausen gelegen.
Hingegen entstanden laut einer Infotafel des Kohlepfads die geläufigen Bezeichnungen Eisenbahnerstollen oder Eisenbahn-Stollen da zum Abtransport der Kohle zum Georgsplatz eine Pferdebahn genutzt wurde.
Erst im Jahr 1872 wurde die Deisterbahn mit dem etwa 1,2 km nördlich des Stollens gelegenen Bahnhof Egestorf eröffnet.
Der personalaufwändige Bau des vor allem als Wasserlösestollen dienenden Tiefen Kniggenbrinker Stollens bis an den damaligen Ortsrand von Egestorf erfolgte im Jahr 1868.▼ Trotzdem kam es in den 1880er Jahren zu wiederholten Wasserlöseproblemen, so dass der zwischenzeitlich neue Besitzer den Betrieb des Bergwerks mangels Ertrags aufgab.

### König-Wilhelm-Stollen
Die Kohleförderrechte des Kniggenbrinker Steinkohlenbergwerks im Jahr 1890 vom preußischen Staat übernommen. Schon seit 1887 bestand ein Durchschlag zum Egestorfer Stollen des im Stockbachtal benachbarten staatlichen Kohlebergwerks.
Die Stollen, Schächte und die Hauptförderstrecke des Bergwerks wurden modernisiert und die Förderung über den früheren Eisenbahn-Stollen wieder aufgenommen. Er wurde nun König-Wilhelm-Stollen genannt, womit der Name des 1891 stillgelegten benachbarten König-Wilhelm-Stollens in der Gemarkung Wennigsen übernommen wurde.
Im Jahr 1895/6 stieg die Produktion der wieder 126 Bergleute auf 14.801 t Kohle, ging in den Folgejahren aber zurück. Im Jahr 1901 wurde die Förderung am neuen König-Wilhelm-Stollen eingestellt.

## Naturdenkmal
Das Mundloch des neuen König-Wilhelm-Stollen ist seit einer Instandsetzung in den 1980er Jahren teilweise zugemauert. Der Stollen ist unter der Nummer ND-H 157 als Naturdenkmal geschützt. Er gilt als „in Niedersachsen nach Anzahl und Artenvielfalt einmaliges“ Winterquartier für Fledermäuse und Amphibien mit großer Bedeutung zur Erhaltung der Fledermäuse sowie für Wissenschaft, Natur- und Heimatkunde.

## Sonstiges
Im Jahr 1880 wohnten 126 der 291 Bergleute der verschiedenen staatlichen Bergwerke und weitere des Kniggenbrinker Bergwerks in Wennigsen. Um sich den langen Weg zur Arbeitsstelle zu verkürzen, bauten ab 1875 einige von ihnen Häuser an der äußersten Gemarkungsgrenze Wennigsens zu Egestorf. Aus dieser Bergarbeitersiedlung entstand der heutige Wennigser Ortsteil Wennigser Mark.

## Belege
1. 1 2 3 4 5  
Egestorf: Bergbau. www.barsinghausen.de, abgerufen am 22. Februar 2017.
2. 1 2  
Infotafel Kniggenbrinker Steinkohlenbergwerk des Fördervereins Besucherbergwerk Klosterstollen Barsinghausen e. V. beim Mundloch des Hauptstollens, gesehen am 3. September 2016
3. ↑  
Infotafel Bergbau im Bereich des Georgsplatzes, der Gartenregion Hannover beim Georgsplatz, gesehen am 3. September 2016
4. ↑  Anlage 1 zur 19. Verordnung über Naturdenkmäler der Region Hannover (Neuregelungsverordnung). (pdf; 233 kB) in Gemeinsames Amtsblatt für die Region Hannover und die Landeshauptstadt Hannover - Sonderausgabe. Region Hannover, 7. September 2010, S. 24, archiviert vom Original am 9. April 2015; abgerufen am 15. März 2015.

Koordinaten: 52° 16′ 15,3″ N, 9° 30′ 42,2″ O